# أمان الله مميش
أمان الله مميش (أمان الله مميش؛ وُلد في 20 أبريل 2004) هو لاعب كرة قدم تونسي يشغل مركز حارس مرمى لصالح نادي الترجي الرياضي التونسي ومنتخب تونس الوطني.

## المسيرة مع الأندية
تدرج مميش في الفئات السنية بنادي الترجي الرياضي التونسي، وشارك لأول مرة مع الفريق الأول يوم 7 يونيو 2023 في مباراة ضد أولمبيك باجة، والتي انتهت بفوز الترجي 2–0.

## المسيرة الدولية
تم استدعاؤه إلى صفوف منتخب تونس لكرة القدم لأول مرة في يونيو 2024 من قِبل المدرب منصف لوحيشي ضمن التصفيات المؤهلة إلى كأس العالم 2026، لكنه لم يشارك في المباراة.
خاض أول مباراة دولية له مع المنتخب الأول في 5 سبتمبر 2024 أمام منتخب مدغشقر لكرة القدم ضمن تصفيات كأس الأمم الأفريقية 2025، حيث فازت تونس بهدف دون رد.

## الإشادة والتقدير
نال أمان الله مميش إشادات واسعة في الوسط الرياضي التونسي خلال عام 2024، واعتُبر من أبرز الوجوه الصاعدة في مركز حراسة المرمى. تألقه اللافت مع نادي الترجي الرياضي جعله محط أنظار الإعلام الرياضي، حيث وصفه موقع فيفا بأنه "حارس المستقبل للكرة التونسية"، نظرًا لما يتمتع به من طول قامة، وردود فعل سريعة، وثقة عالية في المباريات الحاسمة.
كما أدرجه موقع كووورة ضمن قائمة "نجوم 2024"، معتبرًا إياه أحد أبرز اكتشافات الموسم.

## الإنجازات
الترجي الرياضي التونسي
- الرابطة التونسية المحترفة الأولى: 2023–24، 2024–25
- كأس السوبر التونسي: 2024
- كأس تونس: 2024–25

## وصلات خارجية
- أمان الله مميش  على سكروي